# Darevskia uzzelli
Darevskia uzzelli är en ödleart som beskrevs av  Ilya Sergeevich Darevsky och DANIELYAN 1977. Darevskia uzzelli ingår i släktet Darevskia och familjen lacertider. IUCN kategoriserar arten globalt som starkt hotad. Inga underarter finns listade i Catalogue of Life.